# 우주상수

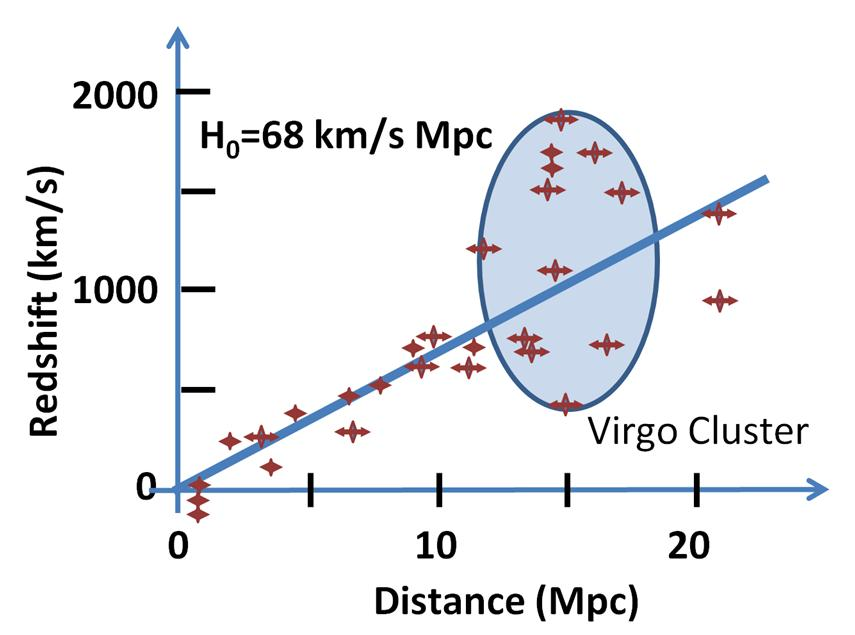

우주상수(宇宙常數, cosmological constant, 기호 Λ)는 물리우주론에서, 진공의 에너지 밀도를 나타내는 기본 물리 상수다. 단위는 역제곱초(s−2)다. 역사적으로, 우주 상수는 알베르트 아인슈타인이 팽창하지 않는 우주 모형을 얻기 위하여 일반 상대성 이론의 아인슈타인 방정식에 우주 상수 항을 추가하면서 도입되었다. 이후 에드윈 허블이 우주가 실제로 팽창한다는 사실을 발견하자, 아인슈타인은 이 항의 도입을 철회하였다. 그러나 고전 물리학에서는 우주 상수가 없어도 되지만, 양자장론에서는 우주 상수가 자연스럽게 생긴다. 실제로 관측 결과 미세하지만 0이 아닌 작은 값의 우주 상수가 관측되었으나, 이는 양자론적인 예측값과 전혀 다르다 (우주 상수 문제). 아직 왜 우주 상수가 예측한 값보다 아주 작은지는 알려지지 않았다. 우주 상수는 공간 그 자체의 에너지를 나타내기 때문에, 우주론에서는 암흑 에너지에 속하고, 우주의 팽창에 기여한다.
우주상수는 {\displaystyle \Lambda }로 표기한다.

## 방정식
우주상수는 아인슈타인 방정식에 다음과 같이 등장한다.
{\displaystyle R_{\mu \nu }-{\frac {1}{2}}R\,g_{\mu \nu }={8\pi G \over c^{4}}T_{\mu \nu }-\Lambda \,g_{\mu \nu }}
우주상수 {\displaystyle \Lambda }는 진공의 에너지 밀도 {\displaystyle \rho _{vac}}와 아래와 같은 관계에 있다.
{\displaystyle \Lambda ={{8\pi G} \over {c^{2}}}\rho _{vac}}
여기서,
- π는 원주율
- G는 중력 상수
- c는 광속

이다.
우주 상수를 상대성이론에서의 표기 관례에 따라 표기하면 아래와 같이 8{\displaystyle \pi }의 배수로 표시된다.
{\displaystyle \Lambda =8\pi G\rho _{vac}}
여기서 진공의 에너지밀도 {\displaystyle \rho _{\text{uac}}}는 아래와 같다.
{\displaystyle \rho _{\text{uac}}=5.96\times 10^{-27}{\text{ kg/m}}^{3}}
따라서 우주상수 {\displaystyle \Lambda }의 값은 아래와 같다.
{\displaystyle \Lambda =1.1056\times 10^{-52}{\text{s}}^{-2}}

## 역사
'우주상수'를 포함하지 않는 아인슈타인 방정식을 풀면, '등방성'과 같은 몇 가지 가정 아래에서, 우주가 팽창한다는 결론을 얻는다 (프리드먼-르메트르-로버트슨-워커 계량). 아인슈타인이 일반 상대성 이론을 발표할 당시 우주 팽창에 대한 아무런 증거가 없었으므로, 아인슈타인은 이와 같은 결론을 피하기 위해 아인슈타인 방정식에 우주 상수 항을 삽입하였다. 이렇게 하면 장방정식에 정적 해가 존재한다. (그러나 이렇게 얻은 정적 해는 불안정하여, 실제로는 물리적으로 존재할 수 없다.) 이후 1929년 에드윈 허블이 허블 법칙을 발표하고, 이 관측 결과가 우주의 팽창을 의미한다는 사실이 알려지자 아인슈타인은 우주 상수의 도입을 "일생 최대의 실수"라며 철회하였다.
그러나 우주상수는 양자장론에서 자연스럽게 생길 수밖에 없다. 간단히 말하면, 진공 안에서 끊임없이 생기고 소멸하는 입자와 반입자 쌍에 의하여, 진공이 에너지를 가지게 된다. 그러나 이론적으로 이 상수를 계산하면, 관측 결과와 맞지 않는 결과를 얻는다. (이를 우주상수 문제라고 부른다.) 다른 관점에서 보면, 우주 상수 항을 아인슈타인-힐베르트 작용에 자연스럽게 삽입할 수 있기 때문에, 이 상수를 임의로 0으로 놓을 수 없다.
1998년에 최초로 발표된 우주론적 관측 결과에 의하면, 우주의 팽창은 가속하고 있다. 이를 가장 간단하게 미세한 우주 상수로 설명할 수 있는데, 이를 ΛCDM 모형이라고 한다. (우주의 팽창의 가속을 다른 이론으로도 설명할 수 있다. 대표적인 예로 제5원소론(quintessence)이 있다.
이 '우주상수'가 차지하는 비율은 대략 66~74%(마이클 터너의 이론에 따름) 정도이며, '암흑물질'은 22~30%(마이클 터너의 이론에 따름), 보통의 물질은 4% 정도이다. 이 셋을 다 합치면 '임계밀도'와 같게 된다.

## 같이 보기
- 빅 립
- 힉스 메커니즘
- 양자 전기역학
- 언루 효과

## 참고 문헌
- Griffen, Brendan; Tamara Davis (2010). “Cosmological constant”. 《Scholarpedia》 (영어) 5 (9): 4473. doi:10.4249/scholarpedia.4473. ISSN 1941-6016.
- Bousso, Raphael (2008년 2월). “The cosmological constant”. 《General Relativity and Gravitation》 (영어) 40 (2–3): 607–637. arXiv:0708.4231. Bibcode:2008GReGr..40..607B. doi:10.1007/s10714-007-0557-5. ISSN 0001-7701.
- Carroll, Sean M. (2001). “The cosmological constant”. 《Living Reviews in Relativity》 (영어) 4: 1. arXiv:astro-ph/0004075. Bibcode:2001LRR.....4....1C. doi:10.12942/lrr-2001-1. ISSN 1433-8351.
- Carroll, Sean M.; William H. Press, Edwin L. Turner (1992년 9월). “The cosmological constant”. 《Annual Review of Astronomy and Astrophysics》 (영어) 30: 499–542. doi:10.1146/annurev.aa.30.090192.002435.
- Cohn, J.D. (1998년 8월). “Living with lambda”. 《Astrophysics and Space Science》 (영어) 259 (3): 213–234. arXiv:astro-ph/9807128. Bibcode:1998Ap&SS.259..213C. doi:10.1023/A:1001796011627. ISSN 0004-640X.
- Rugh, Svend Erik; Henrik Zinkernagel (2002년 12월). “The quantum vacuum and the cosmological constant problem”. 《Studies in History and Philosophy of Science Part B: Studies in History and Philosophy of Modern Physics》 (영어) 33 (4): 663–705. arXiv:hep-th/0012253. Bibcode:2000hep.th...12253R. doi:10.1016/S1355-2198(02)00033-3. ISSN 1355-2198.
- Sahni, Varun; Alexei Starobinsky (2000년 8월). “The case for a positive cosmological Λ-term”. 《International Journal of Modern Physics D》 (영어) 9 (4): 373–444. arXiv:astro-ph/9904398. Bibcode:2000IJMPD...9..373S. doi:10.1142/S0218271800000542. ISSN 0218-2718.
- Weinberg, Steven (2001). 〈The cosmological constant problems〉. 《Sources and Detection of Dark Matter and Dark Energy in the Universe. Fourth International Symposium Held at Marina del Rey, CA, USA February 23–25, 2000》 (영어). Springer. arXiv:astro-ph/0005265. Bibcode:2000astro.ph..5265W. doi:10.1007/978-3-662-04587-9_2. ISBN 978-3-642-07446-2.
- Weinberg, Steven (1997). 〈Theories of the cosmological constant〉. 《Critical Dialogues in Cosmology. Proceedings of a Conference held at Princeton, New Jersey, 24-27 June 1996》 (영어). Singapore: World Scientific. arXiv:astro-ph/9610044. Bibcode:1997cdc..conf..195W. ISBN 978-9810228590.
- Witten, Edward (2001). 〈The cosmological constant from the viewpoint of string theory〉. 《Sources and Detection of Dark Matter and Dark Energy in the Universe. Fourth International Symposium Held at Marina del Rey, CA, USA February 23–25, 2000》 (영어). Springer. arXiv:hep-ph/0002297. Bibcode:2001sddm.symp...27W. doi:10.1007/978-3-662-04587-9_3. ISBN 978-3-642-07446-2.